# Liya Kebede
Liya Kebede (Addis Abeba, 1º marzo 1978) è una supermodella e attrice etiope.
Secondo la rivista Forbes, nel 2008 la Kebede è la quindicesima modella più pagata al mondo, ed è una delle modelle africane a comparire nel circuito della moda internazionale.

## Carriera
Il punto di svolta nella sua carriera avviene quando Tom Ford le chiese un contratto esclusivo per le sfilate della casa di moda fiorentina Gucci autunno/inverno 2000. Kebede fu una delle finaliste del concorso per supermodelle Miss Mondo ed in seguito è diventata una delle modelle più richieste, sfilando sulle passerelle di New York, Milano, Londra e Parigi.. La popolarità della Kebede nell'industria della moda è notevolmente aumentata quando è apparsa nella copertina di maggio 2002 di Vogue francese che le dedica l'intero numero.
La modella è apparsa anche sulle copertine italiane, giapponesi, americane, francesi e spagnole di Vogue, V, Flair, i-D e Time. Nel 2002 e nel 2003 sfila al Victoria's Secret Fashion Show. Liya Kebede ha anche avuto alcuni ruoli cinematografici nei film The Good Shepherd - L'ombra del potere e Lord of War.. Nel 2013 compare nel Calendario Pirelli ed è una dei volti della campagna di Roberto Cavalli autunno/inverno 2013-2014 Nell'ottobre 2017 viene scelta come testimonial del profumo Eternity di Calvin Klein, accanto all'attore Jake Gyllenhaal.

### Agenzie
- D Management Group
- Viva Models - Parigi
- IMG Models - New York

## Vita privata
Nel 2000 ha sposato il proprio manager, il connazionale Kassy Kebede, dal quale ha avuto due figli: Suhul nel 2001 e Raee nel 2005. I due si sono separati nel 2013, divorziando ufficialmente nel 2015.

## Filmografia
- Lord of War, regia di Andrew Niccol (2005)
- The Good Shepherd - L'ombra del potere (The Good Shepherd), regia di Robert De Niro (2006)
- Fiore del deserto (Desert Flower), regia di Sherry Hormann (2009)
- Il principe del deserto (Black Gold), regia di Jean-Jacques Annaud (2011)
- Marsupilami, regia di Alain Chabat (2012)
- Le Capital, regia di Costa-Gavras (2012)
- La migliore offerta, regia di Giuseppe Tornatore (2013)
- Samba, regia di Olivier Nakache ed Éric Toledano (2014)

## Doppiatrici italiane
Nelle versioni in italiano dei suoi film, Liya Kebede è stata doppiata da:
- Laura Romano in Il principe del deserto, La miglior offerta
- Germana Longo in Fiore del deserto
- Debora Magnaghi in Samba